# École Duperré

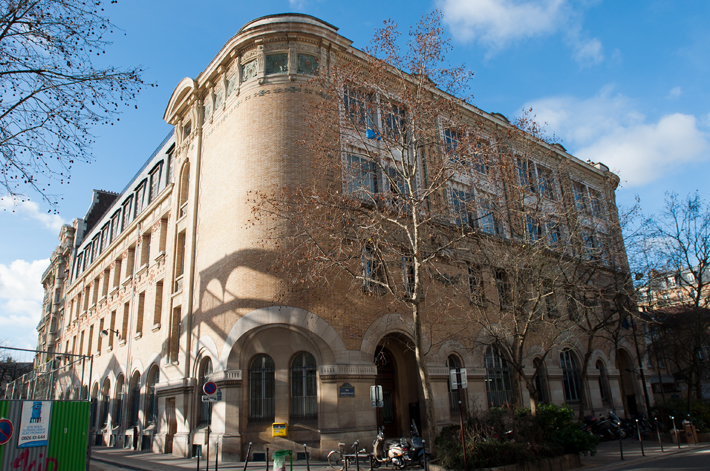
Gebäude der École Duperré

Die École Duperré ist eine öffentliche Hochschule für Kunst und Design in Frankreich. Sie befindet sich im Zentrum von Paris, in der Rue Dupetit-Thouars im 3. Arrondissement, in der Nähe des Carreau du Temple.
Zunächst als Kunstgewerbeschule für Mädchen im Jahr 1864 von Élisa Lemonnier (1805–1865) gegründet, bildet die Duperré-Hochschule in der Gegenwart inzwischen Studenten für kreative Berufe in den Bereichen Mode und Textilien sowie Umwelt- und Grafikdesign aus. Sie bietet darüber hinaus auch Ausbildungsprogramme für Textildesigner in den Bereichen Stickerei, Weberei und Polsterung sowie Designer für Keramik an.

## Bedeutende Absolventen
- Kader Attia (* 1970), Installationskünstler und Fotograf
- David B. (* 1959), Comiczeichner
- Sophie Letourneur (* 1978), Filmregisseurin und Drehbuchautorin
- Aurore de la Morinerie (* 1962), Künstlerin und Illustratorin
- Fabrice Parme (* 1966), Comiczeichner und Zeichner von Zeichentrickserien